# العبادلة السفلى (حجة)
العبادلة السفلى هي إحدى قرى الجمهورية اليمنية. وهي تتبع جغرافيًا لمحافظة حجة. وإداريًا لمديرية افلح الشام. يبلغ تعداد سكانها 5295 نسمة حسب الإحصاء الذي جرى عام 2004.